# Њу Орлеанс сквер
Њу Орлеанс сквер (трг) један је од тематских паркова које се налази у Дизниленд парку у Анахајму у Калифорнији. Настао је по узору на једном о скверова (тргова) у Њу Орлеансу из 19. века у Луизијани, на површина од око три хектара. Овај простор је био први који је додата Дизниленду након његовог отварања, по цени од 18 милиона долара. Ексклузивно је саграђен за Дизниленд, а слично тематско подручје може се видети и у Авантураленду у Токијском Дизниленду.

## Историја
Планови да се укључи област са темом Њу Орлеанса направљени су касних 1950-их као део проширења, а подручје је чак укључено на мапу сувенира из 1958. године. У периоду од 1961. до 1962. почели су радови на изградња земљишта и атракција.
Ова атракција је отворено за јавност 24. јула 1966. године, на челу се градоначелником Њу Орлеанса Виктор Х. Широ (1961-1969) који је лично учествовао у церемонији освећења. Када је Широ објавио да је Волт Дизни проглашен за почасног грађанина Њу Орлеанса; Дизни се нашалио речима...ова титула ме је коштала колико и првобитна куповина целе Луизијане. Без прилагођавања инфлацији, то је заправо коштало много више. Церемонија отварања била је последњи велики јавни наступ Волта Дизнија у Дизниленду пре његове смрти у децембру 1966. године.

## Изглед
Реч „сквер или трг“ је помало погрешан назив, јер ово подручје не личи на традиционални урбани сквер или трг колико на затворен низ „улица“ које се преплићу око трговина, ресторана и изложбених зграда Пирата са Кариба. 
На Дизнилендском тргу Њу Орлеанс један од објеката изнад зграде Пирати са Кариба првобитно је био намењен као стан за Волта и Лилијан Дизни. Собе су биле отворене за јавност као Дизнијева галерија много година пре него што су преуређене према оригиналном дизајну Дороти Редмонд као Дизнијев апартман из снова (енг Disneyland Dream Suite), од 2.200 квадратних стопа (200 м²), у коме је победницима такмичења било дозвољено да спавају преко ноћи током промоције „Година од милиона снова“ која је трајала од 1. октобра 2006. до 31. децембра 2008. године, а потом затворена 2014. године.
21 Royal
Потом је Дизнијев апартман из снова претворен у трпезарију под називом 21 Royal,  током недавног реновирања Клуба 33 (енг Club 33), и до сада је била ексклузивно намењена само за његове чланове. По први пут, обични гости који нису чланови у познатом клубу (у коме је јако тешко постати члан) сада могу да резервишу вечеру у 21 Royal и добију краљевски третман, под условом да могу да приуште краљевски откуп (15.000 долара, укључујући порез, напојницу, собара и улазницу за тематски парк, за максималну величину групе од 12 гостију.То значи 1.250 УСД по особи; нема попуста за мањи број гостију, већ цена по особи расте са сваким празним местом). Краљевско искуство 21. почиње када забава до 12 гостију стигне у Дизнијев Гранд Калифорнија Хотел & Спа, где ће их дочекати собари хотела и доделиити им ВИП пратњу у Дизниленд парку. Госте дочекује 21 краљевско особље са препознатљивим коктелима које служе професионални батлери у салону, под надзором сомелијера Мета Елингсона. Следи лежеран коктел пријем на тераси, са временом за истраживање различитих просторија места и њихових „магичних карактеристика“.